# Mistrzostwa Świata w Pływaniu na krótkim basenie 2014
12. Mistrzostwa Świata w Pływaniu na krótkim basenie odbyły się w 2014 roku w Aspire Sports Complex w Dosze (Katar).
Katania była jedynym kandydatem i została wybrana na gospodarza Mistrzostw Świata na spotkaniu FINA 14 grudnia 2010 w Dubaju.
W listopadzie 2011 roku Włoska Federacja Pływacka (FIN) wycofała kandydaturę Katanii z powodu braku wsparcia włoskiego rządu dla imprezy.
4 kwietnia 2012 roku Zarząd FINA ogłosił, że mistrzostwa zorganizuje Doha
Podczas mistrzostw ustanowiono 23 rekordy świata (15 x kobiety, 7 x mężczyźni oraz 1 podczas konkurencji mieszanej). Węgierka Katinka Hosszú pobiła 4 rekordy globu.

## Wyniki

### Mężczyźni
| Konkurencja:      | Złoto: | Czas         | Srebro: | Czas     | Brąz: | Czas     |
| Styl dowolny      | |              | |          | |          |
| Mężczyźni 50 m    | Florent Manaudou · Francja | 20,26        | Marco Orsi · Włochy | 20,69    | César Cielo · Brazylia | 20,88    |
| Mężczyźni 100 m   | César Cielo · Brazylia | 45,75        | Florent Manaudou · Francja | 45,81    | Daniła Izotow · Rosja | 46,09    |
| Mężczyźni 200 m   | Chad le Clos · Południowa Afryka | 1:41,45      | Daniła Izotow · Rosja | 1:41,67  | Ryan Lochte · Stany Zjednoczone | 1:42,09  |
| Mężczyźni 400 m   | Péter Bernek · Węgry | 3:34,32 CR   | James Guy · Wielka Brytania | 3:36,35  | Velimir Stjepanović · Serbia | 3:38,17  |
| Mężczyźni 1500 m  | Gregorio Paltrinieri · Włochy | 14:16,10 CR, | Oussama Mellouli · Tunezja | 14:18,79 | Ryan Cochrane · Kanada | 14:23,35 |
| Styl grzbietowy   | |              | |          | |          |
| Mężczyźni 50 m    | Florent Manaudou · Francja | 22,22        | Eugene Godsoe · Stany Zjednoczone | 23,05    | Stanisław Doniec · Rosja | 23,10    |
| Mężczyźni 100 m   | Mitch Larkin · Australia | 49,57        | Radosław Kawęcki · Polska | 50,11    | Ryōsuke Irie · Japonia · Matthew Grevers · Stany Zjednoczone | 50,12    |
| Mężczyźni 200 m   | Radosław Kawęcki · Polska | 1:47,38      | Ryan Lochte · Stany Zjednoczone | 1:48,20  | Mitch Larkin · Australia | 1:48,35  |
| Styl klasyczny    | |              | |          | |          |
| Mężczyźni 50 m    | Felipe França Silva · Brazylia | 25,63 CR,    | Adam Peaty · Wielka Brytania · Cameron van der Burgh · Południowa Afryka | 25,87    | nie przyznano |          |
| Mężczyźni 100 m   | Felipe França Silva · Brazylia | 56,29 CR     | Adam Peaty · Wielka Brytania | 56,35    | Giacomo Perez d’Ortona · Francja | 56,78    |
| Mężczyźni 200 m   | Dániel Gyurta · Węgry | 2:01,49      | Marco Koch · Niemcy | 2:01,91  | Kiriłł Prigoda · Rosja | 2:02,38  |
| Styl motylkowy    | |              | |          | |          |
| Mężczyźni 50 m    | Chad le Clos · Południowa Afryka | 21,95 CR     | Nicholas Santos · Brazylia | 22,08    | Andrij Howorow · Ukraina | 22,49    |
| Mężczyźni 100 m   | Chad le Clos · Południowa Afryka | 48,44        | Tom Shields · Stany Zjednoczone | 48,99    | Tommaso D’Orsogna · Australia | 49,60    |
| Mężczyźni 200 m   | Chad le Clos · Południowa Afryka | 1:48,61 CR   | Daiya Seto · Japonia | 1:48,92  | Paweł Korzeniowski · Polska | 1:50,21  |
| Styl zmienny      | |              | |          | |          |
| Mężczyźni 100 m   | Markus Deibler · Niemcy | 50,66        | Władimir Morozow · Rosja | 50,81    | Ryan Lochte · Stany Zjednoczone | 51,24    |
| Mężczyźni 200 m   | Kōsuke Hagino · Japonia | 1:50,47      | Ryan Lochte · Stany Zjednoczone | 1:51,31  | Daiya Seto · Japonia | 1:51,79  |
| Mężczyźni 400 m   | Daiya Seto · Japonia | 3:56,33      | Kōsuke Hagino · Japonia | 4:01,17  | Dávid Verrasztó · Węgry | 4:01,82  |
| Styl dowolny      | |              | |          | |          |
| Mężczyźni 4x50 m  | Rosja · Władimir Morozow (21,01) · Jewgienij Siedow (21,37) · Oleg Tichobajew (20,59) · Siergiej Fiesikow (20,63) · Nikita Konowałow · Jewgienij Korotyszkin · Aleksandr Popkow | 1:22,60      | Stany Zjednoczone · Josh Schneider (21,05) · Tom Shields (20,99) · Jimmy Feigen (20,79) · Ryan Lochte (20,64) · Matthew Grevers · Darian Townsend                           | 1:23,47  | Włochy · Luca Dotto (21,45) · Marco Orsi (20,43) · Filippo Magnini (21,35) · Marco Belotti (21,33) · Nicolangelo Di Fabio                                           | 1:24,56  |
| Mężczyźni 4x100 m | Francja · Clément Mignon (47,05) · Fabien Gilot (46,13) · Florent Manaudou (44,80) · Mehdy Metella (45,80)                                                                      | 3:03,78 CR,  | Rosja · Władimir Morozow (45,51 CR) · Siergiej Fiesikow (46,01) · Daniła Izotow (45,79) · Michaił Poliszczuk (46,87) · Oleg Tichobajew · Nikita Konowałow                   | 3:04,18  | Stany Zjednoczone · Jimmy Feigen (47,41) · Matthew Grevers (46,13) · Ryan Lochte (46,02) · Tom Shields (46,02) · Darian Townsend                                    | 3:05,58  |
| Mężczyźni 4x200 m | Stany Zjednoczone · Conor Dwyer (1:43,20) · Ryan Lochte (1:42,42) · Matt McLean (1:43,20) · Tyler Clary (1:42,86) · Michael Klueh · Michael Weiss · Darian Townsend             | 6:51,68      | Włochy · Andrea Mitchell D’Arrigo (1:42,77) · Marco Belotti (1:43,98) · Nicolangelo Di Fabio (1:42,98) · Filippo Magnini (1:42,07)                                          | 6:51,80  | Rosja · Michaił Poliszczuk (1:43,62) · Daniła Izotow (1:40,65) · Artem Łobuzow (1:42,87) · Wiaczesław Andrusienko (1:44,82) · Dmitrij Jermakow · Aleksandr Krasnych | 6:51,96  |
| Styl zmienny      | |              | |          | |          |
| Mężczyźni 4x50 m  | Brazylia · Guilherme Guido (23,42) · Felipe França Silva (25,33) · Nicholas Santos (21,68) · César Cielo (20,08) · Henrique Martins · João de Lucca · João Gomes Júnior         | 1:30,51      | Francja · Benjamin Stasiulis (23,41) · Giacomo Perez d’Ortona (25,74) · Mehdy Metella (22,06) · Florent Manaudou (20,04) · Clément Mignon                                   | 1:31,25  | Stany Zjednoczone · Eugene Godsoe (23,11) · Cody Miller (26,04) · Tom Shields (21,99) · Josh Schneider (20,69) · Matthew Grevers · Brad Craig                       | 1:31,83  |
| Mężczyźni 4x100 m | Brazylia · Guilherme Guido (50,11) · Felipe França Silva (56,73) · Marcos Macedo (49,63) · César Cielo (44,67) · Henrique Martins · João Gomes Júnior                           | 3:21,14      | Stany Zjednoczone · Matthew Grevers (49,79) · Cody Miller (57,03) · Tom Shields (48,80) · Ryan Lochte (45,87) · Eugene Godsoe · Brad Craig · Darian Townsend · Jimmy Feigen | 3:21,49  | Francja · Florent Manaudou (50,35) · Giacomo Perez d’Ortona (57,00) · Mehdy Metella (49,07) · Clément Mignon (45,84) · Benjamin Stasiulis                           | 3:22,26  |

### Kobiety
| Konkurencja:    | Złoto: | Czas       | Srebro: | Czas    | Brąz: | Czas    |
| Styl dowolny    | |            | |         | |         |
| Kobiety 50 m    | Ranomi Kromowidjojo · Holandia | 23,32      | Bronte Campbell · Australia | 23,62   | Dorothea Brandt · Niemcy | 23,77   |
| Kobiety 100 m   | Femke Heemskerk · Holandia | 51,37 CR   | Sarah Sjöström · Szwecja | 51,39   | Ranomi Kromowidjojo · Holandia | 51,47   |
| Kobiety 200 m   | Sarah Sjöström · Szwecja | 1:50,78    | Katinka Hosszú · Węgry | 1:51,18 | Femke Heemskerk · Holandia | 1:51,69 |
| Kobiety 400 m   | Mireia Belmonte · Hiszpania | 3:55,76 CR | Sharon van Rouwendaal · Holandia | 3:57,76 | Zhang Yufei · Chiny | 3:59,91 |
| Kobiety 800 m   | Mireia Belmonte · Hiszpania | 8:03,41 CR | Jazmin Carlin · Wielka Brytania | 8:08,16 | Sharon van Rouwendaal · Holandia                                                                                                  | 8:08,17 |
| Styl grzbietowy | |            | |         | |         |
| Kobiety 50 m    | Etiene Medeiros · Brazylia | 25,67      | Emily Seebohm · Australia | 25,83   | Katinka Hosszú · Węgry | 25,96   |
| Kobiety 100 m   | Katinka Hosszú · Węgry | 55,03      | Emily Seebohm · Australia | 55,31   | Daryna Zewina · Ukraina | 55,54   |
| Kobiety 200 m   | Katinka Hosszú · Węgry | 1:59,23    | Emily Seebohm · Australia | 2:00,13 | Sayaka Akase · Japonia | 2:02,30 |
| Styl klasyczny  | |            | |         | |         |
| Kobiety 50 m    | Rūta Meilutytė · Litwa | 28,84      | Alia Atkinson · Jamajka | 28,91   | Moniek Nijhuis · Holandia | 29,64   |
| Kobiety 100 m   | Alia Atkinson · Jamajka | 1:02,36 =  | Rūta Meilutytė · Litwa | 1:02,46 | Moniek Nijhuis · Holandia | 1:04,03 |
| Kobiety 200 m   | Kanako Watanabe · Japonia | 2:16,92    | Rie Kanetō · Japonia | 2:17,43 | Rikke Møller Pedersen · Dania | 2:17,83 |
| Styl motylkowy  | |            | |         | |         |
| Kobiety 50 m    | Sarah Sjöström · Szwecja | 24,58 CR   | Jeanette Ottesen · Dania | 24,71   | Inge Dekker · Holandia | 24,73   |
| Kobiety 100 m   | Sarah Sjöström · Szwecja | 54,61      | Lu Ying · Chiny | 55,25   | Jeanette Ottesen · Dania | 55,32   |
| Kobiety 200 m   | Mireia Belmonte · Hiszpania | 1:59,61    | Katinka Hosszú · Węgry | 2:01,12 | Franziska Hentke · Niemcy | 2:03,89 |
| Styl zmienny    | |            | |         | |         |
| Kobiety 100 m   | Katinka Hosszú · Węgry | 56,70      | Siobhan-Marie O’Connor · Wielka Brytania | 57,83   | Emily Seebohm · Australia | 58,19   |
| Kobiety 200 m   | Katinka Hosszú · Węgry | 2:01,86    | Siobhan-Marie O’Connor · Wielka Brytania | 2:05,87 | Melanie Margalis · Stany Zjednoczone                                                                                              | 2:06,68 |
| Kobiety 400 m   | Mireia Belmonte · Hiszpania | 4:19,86    | Katinka Hosszú · Węgry | 4:22,94 | Hannah Miley · Wielka Brytania | 4:24,74 |
| Styl dowolny    | |            | |         | |         |
| Kobiety 4x50 m  | Holandia · Inge Dekker (24,09) · Femke Heemskerk (23,24) · Maud van der Meer (24,03) · Ranomi Kromowidjojo (22,88) · Esmee Vermeulen                  | 1:34,24    | Stany Zjednoczone · Madison Kennedy (24,06) · Abbey Weitzeil (23,40) · Natalie Coughlin (23,39) · Amy Bilquist (23,76) · Kathleen Baker · Amanda Weir   | 1:34,61 | Dania · Jeanette Ottesen (23,73) · Julie Levisen (24,30) · Mie Nielsen (23,49) · Pernille Blume (23,96) · Sarah Bro               | 1:35,48 |
| Kobiety 4x100 m | Holandia · Inge Dekker (52,39) · Femke Heemskerk (50,58) · Maud van der Meer (52,55) · Ranomi Kromowidjojo (51,01) · Esmee Vermeulen · Rieneke Terink | 3:26,53    | Stany Zjednoczone · Natalie Coughlin (52,25) · Abbey Weitzeil (51,57) · Madison Kennedy (51,87) · Shannon Vreeland (52,06) · Amy Bilquist · Amanda Weir | 3:27,70 | Włochy · Erika Ferraioli (52,70) · Silvia Di Pietro (52,30) · Aglaia Pezzato (52,72) · Federica Pellegrini (51,76) · Alice Mizzau | 3:29,48 |
| Kobiety 4x200 m | Holandia · Inge Dekker (1:54,73) · Femke Heemskerk (1:51,22) · Ranomi Kromowidjojo (1:54,17) · Sharon van Rouwendaal (1:52,73) · Esmee Vermeulen      | 7:32,85    | Chiny · Qiu Yuhan (1:53,26) · Cao Yue (1:54,48) · Guo Junjun (1:55,14) · Shen Duo (1:54,14)                                                             | 7:37,02 | Australia · Leah Neale (1:54,15) · Madi Wilson (1:54,37) · Brianna Throssell (1:56,80) · Kylie Palmer (1:53,27) · Katie Goldman   | 7:38,59 |
| Styl zmienny    | |            | |         | |         |
| Kobiety 4x50 m  | Dania · Mie Nielsen (26,39) · Rikke Pedersen (29,56) · Jeanette Ottesen (24,09) · Pernille Blume (24,00)                                              | 1:44,04    | Stany Zjednoczone · Felicia Lee (26,37) · Emma Reaney (29,42) · Claire Donahue (25,33) · Natalie Coughlin (23,80) · Amanda Weir                         | 1:44,92 | Francja · Mathilde Cini (26,61) · Charlotte Bonnet (30,29) · Mélanie Henique (25,20) · Anna Santamans (23,79)                     | 1:45,89 |
| Kobiety 4x100 m | Dania · Mie Nielsen (56,86) · Rikke Pedersen (1:04,82) · Jeanette Ottesen (54,99) · Pernille Blume (52,39)                                            | 3:48,86    | Australia · Madison Wilson (57,31) · Sally Hunter (1:04,34) · Emily Seebohm (57,26) · Bronte Campbell (51,40) · Katie Goldman                           | 3:50,31 | Japonia · Sayaka Akase (57,11) · Kanako Watanabe (1:05,32) · Rino Hosoda (56,89) · Miki Uchida (51,18)                            | 3:50,50 |

### Zawody mieszane
| Konkurencja: | Złoto: | Czas    | Srebro: | Czas    | Brąz: | Czas    |
| Styl dowolny | |         | |         | |         |
| 4x50 m       | Stany Zjednoczone · Josh Schneider (20,94) · Matthew Grevers (20,75) · Madison Kennedy (23,63) · Abbey Weitzeil (23,25) · Darian Townsend · Amy Bilquist · Natalie Coughlin       | 1:28,57 | Rosja · Jewgienij Siedow (20,59) · Władimir Morozow (20,65) · Wieronika Popowa (23,93) · Rozalija Nasrietdinowa (23,96) · Oleg Tichobajew · Nikita Konowałow · Margarita Niestierowa | 1:29,13 | Brazylia · César Cielo (20,65) · João de Lucca (21,03) · Etiene Medeiros (23,58) · Larissa Oliveira (23,91) · Alan Vitória · Henrique Martins · Daiane Oliveira · Alessandra Marchioro | 1:29,17 |
| Styl zmienny | |         | |         | |         |
| 4x50 m       | Brazylia · Etiene Medeiros (25,83 AM) · Felipe França Silva (25,45) · Nicholas Santos (21,81) · Larissa Oliveira (24,17) · Henrique Martins · Daiane Oliveira · João Gomes Júnior | 1:37,26 | Wielka Brytania · Chris Walker-Hebborn (23,42) · Adam Peaty (25,89) · Siobhan-Marie O’Connor (25,10) · Fran Halsall (23,05)                                                          | 1:37,46 | Włochy · Niccolò Bonacchi (23,58) · Fabio Scozzoli (23,85) · Silvia Di Pietro (25,22) · Erika Ferraioli (23,55) · Simone Sabbioni                                                      | 1:37,90 |

## Klasyfikacja medalowa
| Mj    | Państwo           | Złoto | Srebro | Brąz | Razem |
| ----- | ----------------- | ----- | ------ | ---- | ----- |
| 1     | Brazylia          | 7     | 1      | 2    | 10    |
| 2     | Węgry             | 6     | 3      | 2    | 11    |
| 3     | Holandia          | 5     | 1      | 6    | 12    |
| 4     | Południowa Afryka | 4     | 1      | 0    | 5     |
| 5     | Hiszpania         | 4     | 0      | 0    | 4     |
| 6     | Japonia           | 3     | 3      | 4    | 10    |
| 7     | Francja           | 3     | 2      | 3    | 8     |
| 8     | Szwecja           | 3     | 1      | 0    | 4     |
| 9     | Stany Zjednoczone | 2     | 9      | 6    | 17    |
| 10    | Dania             | 2     | 1      | 3    | 6     |
| 11    | Australia         | 1     | 5      | 4    | 10    |
| 12    | Rosja             | 1     | 4      | 4    | 9     |
| 13    | Włochy            | 1     | 2      | 3    | 6     |
| 14    | Niemcy            | 1     | 1      | 2    | 4     |
| 15    | Polska            | 1     | 1      | 1    | 3     |
| 16    | Jamajka           | 1     | 1      | 0    | 2     |
| 16    | Litwa             | 1     | 1      | 0    | 2     |
| 18    | Wielka Brytania   | 0     | 7      | 1    | 8     |
| 19    | Chiny             | 0     | 2      | 1    | 3     |
| 20    | Tunezja           | 0     | 1      | 0    | 1     |
| 21    | Ukraina           | 0     | 0      | 2    | 2     |
| 22    | Kanada            | 0     | 0      | 1    | 1     |
| 22    | Serbia            | 0     | 0      | 1    | 1     |
| Razem | Razem             | 46    | 47     | 46   | 139   |